# Grafen
Grafen (prema grafit) sloj je grafita debljine jednoga atoma i duljine do nekoliko mikrometara, dvodimenzionalna mreža ugljikovih atoma šesterokutne (heksagonalne) strukture. 

## Otkriće
Dvojica znanstvenika Andre Geim i Konstantin Novoselov izdvojili su je 2004. iz dijela grafita. Za izdvajanje su rabili ljepljivu traku i tako prvi put dobili minijaturne djeliće tog materijala. Grafit debljine jednog milimetra sadrži tri milijuna slojeva grafena naslaganih jedan na drugi koji su međusobno labavo povezani.  

## Svojstva
Grafen je gotovo potpuno proziran, ali je istodobno i toliko gust, da ni najmanji atomi plina ne mogu proći kroz njega. Kao provodnik struje je jednako dobar kao i bakar. Grafen ima kao materijal izuzetno specifična svojstva. To je veliki kristal, koji je vrlo čvrst – 200 puta čvršći od konstrukcijskog čelika – a može se rastegnuti i do 20%.
Grafen je istovremeno i najtanji i najjači poznati materijal. Otkriće se odmah odrazilo na brojna druga područja znanosti, od kvantne fizike do praktične elektronike.
Grafen je krajnje lak nanomaterijal. Zbog krajnje male gustoće gotovo je proziran. Krajnje je fleksibilan i ujedno je najjači materijal u prirodi, 200 puta veće otpornosti od čelika. Vrlo su mu povoljna i nevjerojatna elektronička, kemijska, magnentna, optička i biomedicinska svojstva.
Tri elektrona svakog atoma ugljika čine jake kovalentne veze, odgovorne za fleksibilnost i elastičnost grafena. Četvrti elektron svakog atoma ugljika uključen je u masu delokaliziranih elektrona odgovornih za električnu vodljivost. Zbog takve strukture grafen ima iznimna svojstva: toplinska mu je provodljivost nekoliko puta veća od toplinske provodljivosti bakra, ima golemu površinu, veliku pokretljivost elektrona, nevjerojatno je elastičan, najtanji i najlakši poznati materijal.
Grafen se danas široko proučava jer njegova moguća uporaba zadire u gotovo sva polja znanosti i tehnologije, od obnovljivih izvora energije do nanomaterijala. Provodi elektrone brže od silicija i mogao bi ga jednog dana zamijeniti u elektroničkim dijelovima veličine nanometra, jeftinijim i učinkovitijim solarnim pločama, prozirnim presvlakama za prozore.
Može se dodavati svim vrstama plastike, čime nastaju hibridni materijali poboljšanih mehaničkih i drugih svojstava.

## Upotreba
Zbog iznimnih mehaničkih svojstava (velike gustoće, čvrstoće, elastičnosti), velike električne vodljivosti i gotovo potpune prozirnosti može se primijeniti u izradi kompozitnih materijala, elektroničkih i logičkih sklopova, te zaslona osjetljivih na dodir (eng. touch screen) i sunčanih članaka.
Budući da je gotovo providan i dobar je električni vodič, grafen je prikladan za izradu providnih zaslona osjetljivih na dodir, svjetlosnih panela i solarnih članaka. Pomiješan s plastikom, omogućava izrade laganih i superjakih kompozitnih materijala za sljedeću generaciju satelita, zrakoplova i automobila.
Grafen nudi fizičarima mogućnost za proučavanje dvodimenzionalnih materijala s jedinstvenim svojstvima i zahvaljujući njemu mogući su pokusi koji omogućuju nove uvide u pojave kvantne fizike. Očekuje se da će grafenski tranzistori zamijeniti silicijske i omogućiti izradu još djelotvornijih računala.
Grafenski tranzistor mogao bi teoretski raditi i brže i na višim temperaturama u odnosu na klasični silicijski.